# PyAOP
PyAOP ist eine chemische Verbindung aus der Gruppe der Kupplungsreagenzien. Es kann aus HOAt und dem entsprechenden Chlorphosphonium-Reagenz unter basischen Bedingungen hergestellt werden. Gegenüber HATU hat es den Vorteil, keine Nebenreaktionen mit dem N-Terminus einzugehen. Verglichen mit seinem HOBt-Analogon PyBOP ist es außerdem reaktiver, was durch die Aza-Substitution im anellierten Ring erklärt werden kann. Allerdings ist PyAOP nach DSC-Messungen möglicherweise explosionsgefährlich.